# Borodanove, Nedrîhailiv
Borodanove (în ucraineană Бороданове) este un sat în comuna Korovînți din raionul Nedrîhailiv, regiunea Sumî, Ucraina.

## Demografie
Componența lingvistică a localității Borodanove
     Ucraineană (100%)
Conform recensământului din 2001, toată populația localității Borodanove era vorbitoare de ucraineană (100%).